# AMIS-Technik
Die AMIS-Technik bezeichnet in der Medizin einen speziellen minimalinvasiven Zugang zum Hüftgelenk, um künstliche Hüftgelenke (Hüftprothese) besonders schonend einzusetzen. AMIS steht dabei für Anterior Minimally Invasive Surgery zu deutsch minimalinvasive Operationstechnik, das „anterior“ steht für „vorne“. Das Besondere sind dabei zum einen der Zugang zum Hüftgelenk von vorne durch das sogenannte Hueter-Intervall, zum anderen die Verwendung spezieller Instrumente und eines speziellen Beinhalters, mit dem Ziel, eine möglichst sichere und schonende Operationstechnik zu ermöglichen.

## Anatomie
Prinzipiell kann das Hüftgelenk über operative Zugänge von allen Richtungen erreicht werden. Das sogenannte Hueter-Intervall (nach Carl Hueter) stellt einen Zugangsweg dar, bei dem das Hüftgelenk von vorne erreicht wird (Synonyme: direkter anteriorer Zugang, Smith-Petersen-Zugang). Durch dieses Muskelintervall wird bei der AMIS-Technik und anderen vorderen Zugängen – wie beispielsweise dem „direkten anterioren Zugang“ (DAA) – zugegangen. Der vordere Zugangsweg zum Hüftgelenk ist anatomisch der einzige Zugang zum Hüftgelenk, der sowohl intermuskulär („zwischen Muskeln“) als auch internerval („zwischen Nerven“) verläuft. Dies bedeutet, dass weder einzelne Muskeln durchtrennt werden müssen noch motorische Nerven das Operationsgebiet kreuzen.
Das Hüftgelenk ist das am tiefsten gelegene große Gelenk des Körpers und ringsum von Muskeln umschlossen. Beim vorderen Zugang über das Hueter-Intervall wird der M. tensor fasciae latae zur Seite (nach lateral) weggehalten, der M. sartorius und der M. rectus femoris werden zur Mitte (nach medial) weggehalten. Sämtliche angrenzenden Muskeln sind lang und verlaufen vom Beckenknochen zum mittleren Oberschenkel bzw. bis zum Kniegelenk. Durch die Länge der Muskeln können diese mit wenig Spannung auseinandergehalten werden, wodurch das Risiko für Muskelschädigungen bei AMIS minimiert wird. Die wichtige seitlich liegende Muskelgruppe (M. gluteus medius und M. gluteus minimus) wird komplett von den Glutealnerven versorgt, die ebenfalls seitlich verlaufen. Die mittig liegende Muskelgruppe wird vom mittig einstrahlenden N. femoralis versorgt. Damit kreuzt kein Nerv – der für die Funktion eines Muskels verantwortlich ist – das Operationsgebiet.

## Geschichte
Das Hueter-Intervall wird auf Carl Hueter zurückgeführt, der den Zugangsweg bereits 1870 für Operationen am Hüftgelenk beschrieb. Die Brüder Judet waren es schließlich, die den vorderen Zugang zum Hüftgelenk für die Implantation von künstlichen Hüftgelenken einsetzten. Henri Judet entwarf zu diesem Zweck einen speziellen Operationstisch, womit eine bessere Übersicht erreicht wurde. Dieser Tisch wurde dann auch von weiteren orthopädischen Chirurgen, wie dem bekannten Pariser Orthopäden Émile Letournel weiterentwickelt. Letournel entwickelte damit bereits in frühen Jahren der Hüftendoprothetik die erste Operationstechnik, die es erlaubte, Hüftprothesen ohne das Ablösen bzw. Einschneiden von Muskeln einzusetzen. Frédéric Laude, ein Schüler Letournels und Orthopäde in Paris war es schließlich, der sowohl die Operationstechnik als auch das Design der Instrumente und des Operationstisches mit Kollegen weiter verfeinerte und zur heutigen AMIS-Technik maßgeblich beitrug.

## OP-Technik
Die Operation wird in Rückenlage auf einem Operationstisch mit Hilfe eines speziellen Beinhalters durchgeführt, wodurch zu allen Operationszeitpunkten eine Röntgenkontrolle erfolgen kann. Bei der AMIS-Technik erfolgt ein ca. 8–10 cm langer Hautschnitt vorne seitlich über dem Hüftgelenk. Die Muskeln werden nur stumpf zur Seite geschoben und nicht durchtrennt oder eingekerbt. Durch den langen Verlauf der angrenzenden Muskeln vom Becken zum Knie ist das Risiko für eine Schädigung der Muskeln minimiert, trotzdem kann eine gute Übersicht erreicht werden. Nach Darstellung der Hüftkapsel wird diese V-förmig eröffnet und der Hüftkopf – entsprechend der geplanten Prothese – abgetrennt und entfernt. Im Anschluss wird ein sogenannter Charnley-Rahmen in die Kapsel eingespannt, um das Hüftgelenk offen zu halten. Durch die Hakenlage innerhalb der Hüftkapsel wird das Risiko für Nervenquetschungen und -schädigungen minimiert. Der Operateur hat dann eine hervorragende Übersicht über die Hüftpfanne und kann das Pfannenimplantat einsetzen. Im Anschluss wird das Bein über den speziellen Beinhalter nach außen gedreht und gestreckt, so dass der Oberschenkelknochen dargestellt wird. Dies erlaubt, das Schaftimplantat einzubringen sowie den Prothesenkopf aufzusetzen. Durch Anheben und Innendrehen des Beines wird das künstliche Hüftgelenk in der Pfanne platziert. Die Kapsel kann erhalten und abschließend wieder verschlossen werden.

## Spezielle Eigenschaften der AMIS-Technik
- Muskel- und gewebeschonende Operationstechnik, dadurch geringer Blutverlust und frühe Mobilisation
- Vorderer Zugang im Hueter-Intervall ist einziger „internervaler und intermuskulärer“ Zugang zum Hüftgelenk
- Schonung der für die Beckenstabilisierung wichtigen seitlichen Muskelgruppe der Abduktoren, dadurch reduziertes Risiko für Hinken, seitliche Hüftschmerzen und chronische Schleimbeutelentzündung
- Erhalt der Hüftkapsel mit dadurch reduziertem Risiko der Ausrenkung
- Vorne ist sowohl der Muskelmantel als auch das Unterhautfettgewebe am wenigsten dick ausgeprägt, wodurch der Zugang auch für beleibte Patienten geeignet ist.
- Spezielle Operationstechnik, die Übung erfordert und eine gute Ausbildung und Erfahrung des Operateurs zur Vermeidung von Komplikationen notwendig macht

## Ergebnisse
Die vorliegenden wissenschaftlichen Ergebnisse bestätigen bisher die erwarteten Vorteile der AMIS-Technik. So konnte eine deutlich geringere Muskelschädigung verglichen mit seitlichen Zugängen nachgewiesen werden. Die muskelschonende OP-Technik ist auch die Ursache für den geringen Blutverlust sowie die guten frühfunktionellen Ergebnisse. Trotz minimalinvasiver Operationstechnik kann eine korrekte Implantatplatzierung erreicht werden, mit guter Rekonstruktion der Beinlänge und damit verbunden auch sehr niedrigem Risiko einer Ausrenkung.

## Diskussion
Die AMIS-Technik muss von den anderen Operationstechniken abgegrenzt werden, bei welchen die Prothese zwar über das gleiche Muskelintervall (Hueter-Intervall) von vorne eingebracht wird, jedoch andere Instrumente und die fehlende Verwendung des speziellen Operationstisches eine deutlich verschiedene OP-Technik bedingen. Dabei ist vor allem der ebenfalls verbreitete „direkte anteriore Zugang (DAA)“ zu nennen, bei welchem durch das gleiche Muskelintervall zugegangen wird, jedoch kein spezieller Beinhalter verwendet wird. Vergleichende Untersuchungen der verschiedenen vorderen Hüftzugänge liegen bisher noch nicht vor.
Für die AMIS-Technik konnte in mehr als 150.000 Implantationen von Hüftprothesen eine hohe Sicherheit mit niedriger Komplikationsrate nachgewiesen werden (Stand Januar 2015). In der AMIS-Technik erfahrene Operateure verwenden diese Technik insbesondere auch bei komplexen Fehlstellungen, da trotz schonendem Zugang eine gute Übersicht erreicht wird. Insbesondere eine Erweiterung des Zugangs beckenseitig ist möglich, weshalb die AMIS-Technik zunehmend bei Wechseloperationen der Pfanne eingesetzt wird.
Nachteilig ist bei der AMIS-Technik, dass eine Erweiterung des Zugangs entlang des Oberschenkels nicht im gleichen Muskelintervall möglich ist, sondern weiter hinten (über einen Subvastuszugang) erfolgen muss. Zudem ist es über den vorderen Zugang schwieriger langstielige Oberschenkelimplantate einzubringen, weshalb bei Wechseloperationen des Oberschenkelschaftes meist andere Zugänge (anterolateral, lateral oder posterior) verwendet werden. Da es sich bei AMIS um eine spezielle Operationstechnik handelt ist eine längere Schulung der Operateure notwendig, um vermehrte Komplikationen während der ersten AMIS-Operationen zu vermeiden.